# A8 (autoestrada)
A A8 ou Autoestrada do Oeste é uma autoestrada portuguesa nas regiões de Lisboa e Vale do Tejo e do Centro, que liga Lisboa (IC17-CRIL) a Leiria (A1), passando por Caldas da Rainha (A15) e atravessando a região Oeste, tendo uma extensão total de 135,8 km.
Desenvolve-se numa orientação de sul para norte e faz parte da segunda ligação por autoestrada entre Lisboa e o Porto. No entanto, enquanto que a A1 segue um percurso pelo interior, primeiro junto ao Rio Tejo e depois a leste das Serras de Aire e dos Candeeiros, a A8 desenvolve-se pela região Oeste, atravessando diversas cidades e vilas numa zona de grande desenvolvimento e servindo como eixo estrutural e de ligação às capitais de distrito.
A A8 foi construída em várias fases; alguns troços desta autoestrada foram construídos como parte do IC1, uma via rápida com perfil de autoestrada, e foram renomeados para A8 em finais da década de 1990. O primeiro troço da Autoestrada do Oeste, entre Lisboa e Loures, foi inaugurado em 1984, então considerado como uma variante à N8. Em 1991, já com numeração separada (A8), a autoestrada foi prolongada até à Malveira e em 1996 chegou a Torres Vedras. Entretanto, em 1993, foi aberta uma variante ao Bombarral, integrada no IC1, evitando a travessia desta vila. Em 1995, inauguraram-se os troços Torres Vedras (sul)-Torres Vedras (norte), assim como Bombarral (norte)–Caldas da Rainha–Tornada, tendo estes também assumido a classificação do Itinerário Complementar em que a maior parte da A8 se insere, o IC1. Em 1997 a variante a Torres Vedras foi renomeada para A8 e com a conclusão do troço entre Torres Vedras e Bombarral, passou a ser assumida esta designação para todo o traçado construído até então. A autoestrada chegou a Leiria em 2002 e o último troço (a ligação à A1) foi aberto em 2011.
Esta autoestrada está atualmente concessionada a duas empresas: a grande maioria da A8 (132 km), entre Lisboa e Leiria (IC2/A19), está concessionada à empresa Autoestradas do Atlântico. O troço final de 6 km, entre Leiria (IC2/A19) e Leiria (A1), está concessionado à empresa Auto-estradas do Litoral Oeste. A maioria da A8 está em regime de portagens, existindo contudo dois troços não-taxados: entre Lisboa e Loures (7 km) e entre o Bombarral e as Caldas da Rainha (zona industrial) (21 km). Nos troços Torres Vedras Sul–Torres Vedras Norte (6 km) e Caldas da Rainha (zona industrial)–Tornada (4 km) o tráfego local não paga portagens (por tráfego local entende-se veículos que só utilizem esses troços). Nos troços concessionados à Auto-estradas do Atlântico as portagens são físicas, enquanto que no troço concessionado à Auto-estradas do Litoral Oeste as portagens são eletrónicas. Um percurso entre Lisboa e Leiria custa €8,65 para um veículo Classe 1.

## Estado dos troços
| Troço                                       | Situação                                                                                     | km   |
| ------------------------------------------- | -------------------------------------------------------------------------------------------- | ---- |
| Lisboa ( IC 17 - CRIL ) - Loures            | Em serviço (14 de Maio de 1984) (Concessão: Oeste)                                           | 7,5  |
| Loures - Malveira ( A 21 )                  | Em serviço (12 de setembro de 1991) (Concessão: Oeste)                                       | 11,6 |
| Malveira ( A 21 ) - Torres Vedras (sul)     | Em serviço (29 de abril de 1996) (Concessão: Oeste)                                          | 17,3 |
| Torres Vedras (sul) - Torres Vedras (norte) | Em serviço (15 de julho de 1995) como IC 1 Reclassificado (1997) para A 8 (Concessão: Oeste) | 5,9  |
| Torres Vedras (norte) - Bombarral (sul)     | Em serviço (29 de agosto de 1997) (Concessão: Oeste)                                         | 20,1 |
| Bombarral (sul) - Bombarral (norte)         | Em serviço (1993) como IC 1 Reclassificado (c. 2000) para A 8 (Concessão: Oeste)             | 3,6  |
| Bombarral (sul) - Tornada                   | Em serviço (1995) como IC 1 Reclassificado (c. 2000) para A 8 (Concessão: Oeste)             | 16,3 |
| Tornada - Marinha Grande (este)             | Em serviço (9 de outubro de 2001) (Concessão: Oeste)                                         | 42,3 |
| Marinha Grande (este) - Leiria (sul)        | Em serviço (28 de março de 2002) (Concessão: Oeste)                                          | 4,4  |
| Leiria (sul) - Leiria (nascente)            | Em serviço (16 de novembro de 2011) (Subconcessão: Litoral Oeste)                            | 6,5  |

A concessão Oeste está atribuída à empresa Autoestradas do Atlântico. Esta concessão começou em 1998 e termina em 2028. A subconcessão Litoral Oeste está atribuída à empresa Auto-estradas do Litoral Oeste. É uma subconcessão da concessão Rede Rodoviária Nacional (atribuída à Infraestruturas de Portugal). A subconcessão Litoral Oeste começou em 2009 e termina em 2039.
Os troços Lisboa–Loures e Bombarral (sul)–Tornada foram construídos pela Junta Autónoma de Estradas e mantidos por esta agência governamental até à criação da concessão Oeste em 1998.
O troço Loures–Torres Vedras (sul) pertenceu à concessão da Brisa até 1998.
O troço Torres Vedras (sul)–Torres Vedras (norte) foi construído pela Junta Autónoma de Estradas e mantido por esta agência governamental até à sua integração na concessão da Brisa em agosto de 1997. Este troço pertenceu à concessão da Brisa até Dezembro de 1998, altura em que foi concessionado à empresa Autoestradas do Atlântico.

## História
A partir da década de 1960, começou a verificar-se que muitas ligações em Portugal eram servidas por estradas obsoletas. A principal estrada da região Oeste era a N8, uma estrada sinuosa que atravessava o interior de muitas localidades (notavelmente as vilas de Loures, Torres Vedras, Bombarral e Alcobaça assim como a cidade das Caldas da Rainha). Em 1972, o governo de Marcello Caetano concessionou à Brisa, por 25 anos, a manutenção e construção de uma projetada rede de autoestradas (que na sua maioria teria portagens). Na altura, foram entregues à Brisa os (curtos) troços de autoestrada que já existiam e a empresa foi encarregada de construir e depois manter vários novos troços. O objetivo era concluir (até 1981) a construção de uma rede de mais de 400 km de autoestradas, localizadas no eixo Setúbal–Lisboa–Porto–Braga. No início da década de 1970 já existia um projeto para construir uma autoestrada entre Lisboa e Malveira (e pedidos para que essa futura autoestrada fosse prolongada até Torres Vedras), mas este projeto acabou por não ser incluído na rede concessionada à Brisa.

### Lisboa–Loures
Uma vez que a construção de uma autoestrada no Oeste não foi incluída na concessão da Brisa, a responsabilidade por construir eventuais autoestradas ou vias rápidas nessa região continuou nas mãos da Junta Autónoma de Estradas. O planeamento do troço Lisboa–Loures daquela que viria a ser a Autoestrada do Oeste já se tinha iniciado na década de 1960. Em 1978 já estavam a decorrer as expropriações para a construção daquele lanço de auto-estrada. O seu planeamento e construção estiveram envolvidos em alguma controvérsia devido ao traçado escolhido para a auto-estrada. Com efeito, a Câmara Municipal de Loures defendia que a auto-estrada deveria passar a oeste de Santo António dos Cavaleiros, por zonas urbanas ou urbanizáveis. No entanto, o governo e a Junta Autónoma de Estradas escolheram um traçado que passava a leste de Santo António dos Cavaleiros, por zonas de elevado valor agrícola no vale do Trancão. A autoestrada Lisboa–Loures (ou mais precisamente Olival Basto–Loures), então conhecida por "Via Rápida de Loures", foi inaugurada em 14 de Maio de 1984, numa cerimónia onde esteve presente o Ministro do Equipamento Social João Rosado Correia. Este troço de autoestrada com 7,5 km de comprimento tinha 2 vias por sentido e não tinha portagens, sendo então considerado como uma variante à N8. A obra representou um investimento de mais de PTE 1500 milhões (o equivalente a €53 milhões em 2024). Uma auto-estrada a oeste de Santo António dos Cavaleiros (e de Loures) acabou eventualmente por ser construída uma década depois, com a abertura da IC22 em 1995.
Em 1985 foi publicado o novo Plano Rodoviário Nacional, que substituiu o de 1945. Na região Oeste, este plano previa a construção da estrada rápida IC1 entre Lisboa, Torres Vedras, Caldas da Rainha e Leiria e que a N8 fosse desclassificada para estrada municipal. A autoestrada Lisboa–Loures foi naturalmente integrada no IC1. O Plano Rodoviário Nacional de 1985 não clarificava quais os troços do IC1 que teriam perfil de autoestrada, mas no mínimo seria uma via rápida com uma faixa de rodagem.

### Loures–Malveira–Torres Vedras Sul

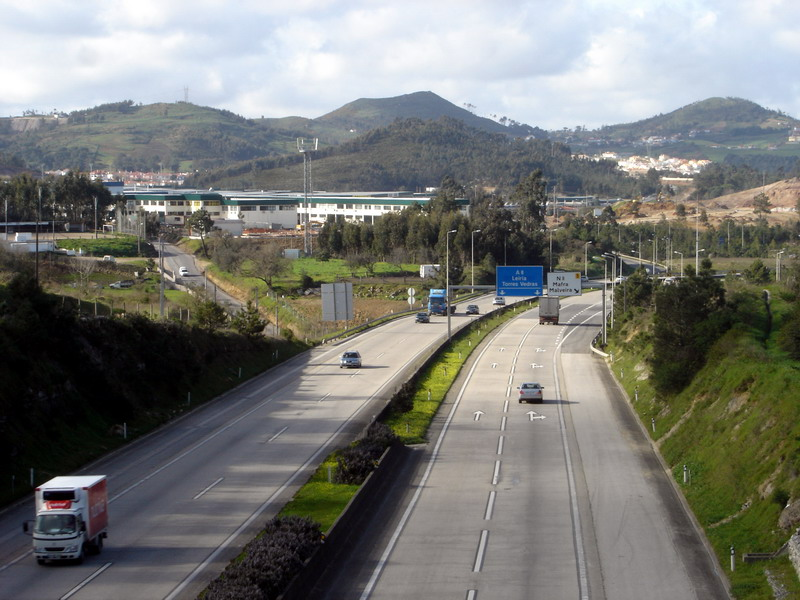
A A8 perto da Malveira, antes das obras de alargamento.

A Junta Autónoma de Estradas foi encarregada de prolongar a autoestrada Lisboa–Loures até à Malveira. Ao contrário do troço Lisboa–Loures, o troço Loures–Malveira foi construído com o formato de autoestrada com portagens. Em 1991, o governo de Cavaco Silva reviu o contrato de concessão da Brisa: de acordo com o novo contrato, a exploração e manutenção do lanço Loures–Malveira seria transferida para a Brisa quando esse troço fosse aberto (o troço Lisboa–Loures não seria transferido). Na altura, as autoestradas já tinham uma numeração separada do resto das estradas (composta pela letra "A" seguida de um número, uma nomenclatura criada em 1985) e a autoestrada Lisboa–Malveira era identificada como A8. Uma vez que foi a Junta Autónoma de Estradas quem construiu o troço Loures–Malveira da A8, a Brisa teve que pagar os custos de construção à Junta para que a transferência pudesse ocorrer; os custos de construção foram de 4 800 milhões de escudos (ou 4,8 milhões de contos). O lanço Loures–Malveira da A8 foi aberto em 12 de Setembro de 1991, pelo que esta autoestrada ficou com um comprimento de 19 km. Na altura, as portagens entre Loures e a Malveira (e logo, entre Lisboa e Malveira) custavam PTE 100 em classe 1.
Em Maio de 1993, foi adicionado à concessão da Brisa a construção (e manutenção) do lanço Malveira–Torres Vedras da A8. Estava previsto que este lanço (que também teria portagens) estivesse concluído no 2.º semestre de 1995. O projeto deste lanço de 17 km já tinha sido feito pela Junta Autónoma de Estradas e previa a construção de um nó intermédio em Pero Negro, com a N9-2. Inicialmente, a Brisa não pretendia construir esse nó, justificando que teria pouco tráfego. Contudo, a concessionária acabou por o construir; a Junta Autónoma de Estradas fez pressão para que o nó de Pero Negro fosse construído, pois melhorava as acessibilidades daquela zona e já estava incluído nos planos diretores dos municípios que seriam servidos pelo nó. O lanço Malveira–Torres Vedras da A8 foi aberto ao tráfego em 29 de abril de 1996. Na altura, um condutor pagava PTE 200 (em classe 1) para percorrer esse lanço (e PTE 300 para percorrer toda a autoestrada entre Lisboa e Torres Vedras). Estes valores geraram controvérsia na região, tendo sido argumentado que as taxas de portagem foram agravadas em relação ao que estava inicialmente previsto.
Em setembro de 1995, foi aberta ao tráfego a A9 — CREL, que interseta a A8 em Loures.

### IC1 Torres Vedras Sul–Torres Vedras Norte e Bombarral–Caldas da Rainha–Tornada
Enquanto a Brisa ia completando a A8 entre Lisboa e Torres Vedras, a Junta Autónoma de Estradas estava a construir o IC1, uma via rápida com perfil de autoestrada (e sem portagens), a norte de Torres Vedras. Em 1993 foi aberto ao tráfego o troço Bombarral Sul–Bombarral Norte (variante do Bombarral) e em 1995 abriram os lanços Bombarral Norte–Caldas da Rainha–Tornada e o Torres Vedras Sul–Torres Vedras Norte (variante de Torres Vedras). O nó de Torres Vedras Norte foi construído de modo a, no futuro, permitir a ligação com o IC11. Em meados da década de 1990 estava previsto que a região Oeste fosse servida pela autoestrada A8 entre Lisboa e Torres Vedras e pela via rápida com perfil de autoestrada IC1 entre Torres Vedras e Caldas da Rainha. Não estava claro se entre Caldas da Rainha e Leiria a via rápida IC1 também teria perfil de autoestrada. Na altura, estava em construção o troço Torres Vedras Norte–Bombarral Sul do IC1, que incluía dois nós intermédios.

### Lançamento da concessão Oeste e guerra das portagens no Oeste
Em setembro de 1996 o governo (de António Guterres) decidiu avançar com a criação da duas novas concessões rodoviárias, a concessão Norte e a concessão Oeste. Ambas as concessões seriam predominantemente financiadas por portagens reais; no caso da concessão Oeste, a empresa que ganhasse a concessão teria que assegurar a manutenção de toda a A8 (entre Lisboa e Torres Vedras), das duas secções do IC1 que já estavam em funcionamento (Torres Vedras Sul–Torres Vedras Norte e Bombarral Sul–Caldas da Rainha–Tornada) e da secção do IC1 que estava em construção (Torres Vedras Norte–Bombarral Sul); a empresa que ganhasse a concessão teria que construir o troço Tornada–Leiria da A8 e toda uma nova autoestrada entre Caldas da Rainha e Santarém. Estava previsto que o IC1 seria integrado na A8, pelo que seria criada uma autoestrada contínua entre Lisboa e Leiria. O aspeto mais controverso desta concessão era as portagens: por um lado estava previsto que o lanço Tornada–Leiria seria uma autoestradas com portagens (em vez da via rápida gratuita que até então estava planeada); contudo, de longe o aspeto mais controverso foi o facto de a concessão Oeste permitir que fossem introduzidas portagens no IC1, quer no troço que estava em construção (Torres Vedras Norte–Bombarral Sul), quer nos dois troços que já estavam em funcionamento (variante de Torres Vedras e lanço Bombarral Sul–Caldas da Rainha–Tornada). O governo de António Guterres tinha abolido as portagens nalguns troços de autoestrada em Lisboa e Porto (e mais tarde lançou várias concessões com portagem virtual) mas no caso do Oeste o governo inicialmente pretendia que o troço do IC1 em construção tivesse portagens reais para todo o tráfego e que nos troços que já estavam em funcionamento apenas não fossem cobradas portagens para o tráfego local. A introdução de portagens no IC1 acabou por gerar um forte movimento de contestação na região Oeste que envolveu populações, associações representativas de vários setores da economia e autarquias.
Em 1997 foi aprovada na Assembleia Municipal do Bombarral uma moção que mandatava o seu presidente, o jovem advogado Feliciano Barreiras Duarte, a criar e liderar uma comissão de luta contra as portagens. A Comissão de Luta Contra as Portagens nas Vias Rápidas do Oeste realizou no Bombarral várias reuniões ao longo de um ano para, a partir daí, encetar ações aos mais diversos níveis. Outro importante líder do movimento contra as portagens foi o agricultor Júlio Sebastião, o Presidente da Associação de Agricultores do Oeste (que morreu ainda em 1997). A Comissão argumentava que as pessoas servidas pelo IC1 tinham sido enganadas pois "tinham sido cedidos terrenos por via de expropriações amigáveis, a preços da chuva, no pressuposto de que iam ter uma via rápida para melhor escoar os produtos e atrair turistas". Entretanto, foram construídas praças de portagem nos nós da variante de Torres Vedras e os nós do troço Torres Vedras Norte–Bombarral Sul (recorde-se que este troço estava em construção) tiveram que ser completamente reconstruídos para criar praças de portagem. O governo decidiu incluir temporariamente o lanço Torres Vedras Sul–Torres Vedras Norte–Bombarral Sul na concessão da Brisa, para que essa empresa pudesse explorar a autoestrada enquanto não fosse atribuída a concessão Oeste. O troço Torres Vedras Norte–Bombarral Sul abriu ao tráfego em 29 de agosto de 1997, integrado na A8 e com portagens, gerando mais contestação. No dia da inauguração, ocorreu uma marcha lenta em protesto contra o pagamento de portagens. Na altura, uma viagem no troço recém-inaugurado custava entre PTE 250 (em classe 1) e PTE 600 (em classe 4) e na variante de Torres Vedras as portagens (que tinham sido introduzidas) custavam entre PTE 70 e PTE 180 (note-se contudo que se um condutor apenas percorresse a variante de Torres Vedras não pagava portagem, pois era considerado tráfego local). O Tribunal de Contas acabou por dar razão ao movimento cívico contra as portagens, considerando que o IC1 não podia ser transformado numa autoestrada com portagens pois mais de 70% do investimento provinha de fundos da União Europeia. O Tribunal Constitucional, o então Provedor de Justiça José Menéres Pimentel e o então Presidente da República Jorge Sampaio também deram razão ao movimento anti-portagens. Em 6 de novembro de 1997, o Parlamento aprovou (com os votos favoráveis de todos os partidos da oposição) uma proposta de lei que abolia as portagens no troço Torres Vedras–Bombarral da A8. Tudo isto levou o governo de António Guterres a ceder e procurar um compromisso. Foi alcançado um acordo segundo o qual as portagens no troço Torres Vedras Norte–Bombarral Sul se manteriam, mas seriam suspensas para o tráfego local até que ficassem concluídas as obras de reabilitação do troço equivalente da N8 (por tráfego local entendia-se tráfego que só usasse aquele troço da A8). Nos termos do acordo, o lanço Bombarral Sul–Zona Industrial de Caldas da Rainha (21 km) continuaria totalmente gratuito e não seriam cobradas portagens ao tráfego local nos lanços Torres Vedras Sul–Torres Vedras Norte (6 km) e Zona Industrial de Caldas da Rainha–Tornada (4 km). As portagens no lanço Torres Vedras Norte–Bombarral Sul foram suspensas em fevereiro de 1998; devido ao acordo entre o governo e o movimento anti-portagens, o Presidente Jorge Sampaio vetou no mesmo mês a proposta de lei aprovada em novembro de 1997 pelo Parlamento. Nos anos seguintes, o troço Torres Vedras–Bombarral da N8 sofreu obras que incluíram a correção de curvas, reforço da pavimentação, drenagem, sinalização e segurança e construção de vias de lentos para ultrapassagens. As portagens na A8 foram repostas em 7 de Agosto de 2000.
Em finais da década de 1990 e inícios da de 2000 foi publicado um novo Plano Rodoviário Nacional, que substituiu o de 1985. Em concordância com os projetos que na altura já existiam, o Plano Rodoviário Nacional de 2000 previa que o IC1 fosse construído em perfil de autoestrada em toda a região Oeste (A8). O Plano Rodoviário Nacional de 2000 classificou especificamente algumas rodovias como Estradas Nacionais para servirem de alternativa a autoestradas com portagem. No caso da região Oeste, o Plano previa a manutenção da N8 enquanto única estrada estatal alternativa à A8 entre Loures, Torres Vedras, Bombarral, Caldas da Rainha e Alfeizerão (embora tivesse ficasse acordado que a A8 não teria portagens entre Bombarral e Caldas da Rainha). A norte de Alfeizerão, haveria duas rotas alternativas à A8: a primeira seria através da N8 até Alcobaça, IC9 entre Alcobaça e o nó com o IC2, e IC2 daí até Leiria. A segunda rota alternativa à A8 segue mais próxima da autoestrada, e é composta pela N242 entre Alfeizerão, Nazaré e Marinha Grande. O troço Marinha Grande–Leiria da N242 não foi incluído no Plano Rodoviário Nacional (nem como Estrada Nacional, nem como Estrada Regional); contudo, desde 1993 que este lanço é uma via rápida com uma faixa de rodagem. Em 2011 foi construída uma variante da N242 à Nazaré.

### Criação da concessão Oeste e construção do troço Tornada–Leiria (IC2)
A empresa Auto-estradas do Atlântico venceu o concurso para a concessão Oeste. Esta foi a primeira concessão de autoestradas em Portugal que não foi atribuída à Brisa. O contrato de concessão foi assinado em 21 de dezembro de 1998, em Leiria. A concessão durava 30 anos e a responsabilidade pela manutenção do troço Lisboa–Tornada da A8 (que já estava construído) foi transferida para a Autoestradas do Atlântico. Os lanços Lisboa–Loures e Bombarral Sul–Tornada provieram da Junta Autónoma de Estradas enquanto que o lanço Loures–Bombarral Sul proveio da Brisa. Pelo contrato, a Autoestradas do Atlântico tinha que prolongar a A8 até Leiria (IC2) e construir a Autoestrada Caldas da Rainha–Santarém (A15) até ao 3.º trimestre de 2001.
Nos anos seguintes à criação da concessão Oeste, foram expostos vários erros na construção e manutenção da A8. Esta autoestrada foi comparada a uma "manta de retalhos", com um piso irregular e cheio de remendos, para além de lombas e curvas perigosas para uma autoestrada. Em 2000, havia falhas na sinalização horizontal (tracejado) e faltavam refletores e grande parte das bandas sonoras. Com chuva era impossível aos condutores verem em via circulavam. Isto apesar apesar dos elevados valores cobrados em portagens. A Auto-estradas do Atlântico reconheceu a existência de muitos problemas na A8 e em Julho de 2000 garantia que "vai ser corrigido o que está mal", embora admitisse que ainda não tinha sido possível fazer todas as reparações necessárias. Na altura, a concessionária já tinha reparado e substituído todos os sistemas de drenagem das águas pluviais, reparados e limpos os taludes, substituídos os rails, pintado de novo o lanço Loures–Malveira e tapadas algumas fissuras do pavimento. A Auto-estradas do Atlântico alegou que a falta de refletores se devia ao facto de estarem a ser substituídos. A concessionária herdou uma infraestrutura que já existia e referiu, em Julho de 2000, que ainda estava em vigor o prazo de garantia, pelo que esperava que algumas obras de reparação fossem feitas pelo construtor da obra. A concessionária considerava que uma das causas para os problemas da A8 era o facto de esta autoestrada ser na verdade uma agregação de troços construídos por diversas entidades, alguns dos quais nem sequer projetados para ser uma autoestrada. As curvas perigosas deviam-se ao projeto de construção e a Auto-estradas do Atlântico não ia corrigi-las. Nos meses seguintes assistiu-se a um conflito entre a Auto-estradas do Atlântico e a Brisa (a antiga concessionária) sobre quem deveria fazer as necessárias obras de reparação (nomeadamente do pavimento). A Brisa rejeitou que tivesse que fazer quaisquer reparações na A8 argumentando que depois da transferência (em dezembro de 1998) toda a responsabilidade pela manutenção da A8 passara para a nova concessionária. A Brisa também referiu que fez as reparações necessárias antes da transferência da A8 para a Auto-estradas do Atlântico. Em Novembro de 2000, o principal acionista da Auto-estradas do Atlântico acusou a Brisa de denegrir a imagem da Auto-estradas do Atlântico. A Auto-estradas do Atlântico lamentou a má imagem que os utilizadores tinham dela devido à não realização das obras de reparação, mas esperava com a abertura do troço Tornada–Leiria da A8 e com a chegada de mais receitas de portagem essa imagem pudesse mudar. A concessionária admitiu que se a Brisa não fizesse as obras de reparação do pavimento até à abertura dos novos troços, teria que ser a Auto-estradas do Atlântico a fazê-las.
Entretanto, ia decorrendo a construção dos novos troços da A8 e da A15. Se a autoestrada A15 estava a ser construída com 2 vias por sentido, o troço Tornada–Marinha Grande da A8 foi construído de raiz com 3 vias por sentido. Este perfil foi escolhido pois o governo decidiu antecipar o concurso público para a concessão Litoral Centro, ou seja, para a construção de uma autoestrada entre Leiria/Marinha Grande e Figueira da Foz (a atual A17). Em 2001, a Auto-estradas do Atlântico projetava que a A8 iria ter um tráfego médio diário de cerca de 20 000 veículos, que aumentaria ainda mais depois da abertura da Autoestrada do Litoral Centro, pelo que se justificavam 3 vias para melhor fluidez do tráfego. Na altura, esperava-se que a Autoestrada do Litoral Centro estivesse completa em 2004 (na verdade acabou por só ser concluída em 2008). De outro modo, a Auto-estradas do Atlântico projetava que só seriam necessárias 3 vias naquele troço da A8 em 2014. A Auto-estradas do Atlântico previa que a partir de 2010 seria necessário alargar a A8 de 2 para 3 vias entre Loures e Caldas da Rainha. No que toca a A15, a concessionária esperava tráfegos mais modestos, entre os 10 000 e 15 000 veículos por dia, pelo que esta autoestrada foi construída com 2 vias por sentido. No entanto, estas projeções de tráfego acabaram por se revelar demasiado otimistas.
O lanço Tornada–Marinha Grande (43 km) da A8 foi inaugurado em 9 de outubro de 2001; no mesmo dia, foi inaugurada a A15 — Autoestrada Caldas da Rainha–Santarém (36 km). Ambos os troços (que tinham portagens) foram inaugurados com um atraso em relação ao que estava no contrato, o que foi justificado pelas fortes chuvas que caíram durante parte do ano de 2001. A cerimónia de inauguração contou com a presença do Primeiro-Ministro António Guterres e de vários autarcas; na cerimónia foi cumprido um minuto de silêncio em homenagem a 8 trabalhadores que morreram durante a construção da A15. No dia da inauguração, vários autarcas criticaram a existência de portagens nos novos troços.
A construção do lanço seguinte da A8, os 4,5 km entre Marinha Grande e Leiria (IC2), também se atrasou, mas devido a alterações ao projeto inicial exigidas pelo governo. Este troço foi inaugurado em 28 de março de 2002, numa cerimónia onde esteve José Vieira da Silva, o Secretário de Estado das Obras Públicas. A concessão Oeste não incluía a construção do troço Leiria (IC2)–Leiria (A1), pelo que a ligação em autoestrada entre Lisboa e a A1 em Leiria ficou a terminar provisoriamente no nó com o IC2. No total, o prolongamento da A8 desde Tornada até Leiria (IC2) e a construção da A15 representaram um investimento de 83 milhões de contos (44,8 milhões de euros).
A concessão Oeste termina em 21 de dezembro de 2028.

### Leiria (IC2) – Leiria (A1)
Como já se disse, a concessão Oeste não incluía a construção do troço Leiria (IC2)–Leiria (A1), pelo que a autoestrada ficou a terminar provisoriamente no nó com o IC2, em Leiria Sul. Enquanto a ligação entre a A8 e a A1 não era completada, a ligação entre as duas autoestradas era assegurada indiretamente pela via rápida com 2+1 vias IC2 entre Leiria Sul e Leiria Norte e pela Circular Oriental de Leiria (uma via rápida com 2+2 vias) entre Leiria Norte e Leiria Nascente/Pousos. Em Leiria Nascente começava o acesso à A1. No Plano Rodoviário Nacional de 2000, o troço de autoestrada Leiria (IC2)–Leiria (A1) faz parte integrante do IC36.

#### Concessão IC36

Até finais da década de 2000, estava previsto que o troço Leiria (IC2)–Leiria (A1) (no mapa) não seria parte da A8, mas sim uma autoestrada independente, numerada como A19. Este troço acabou por abrir em 2011, integrado na A8. A numeração A19 foi atribuída a uma autoestrada cuja construção não estava prevista no Plano Rodoviário Nacional.

Em dezembro de 1999, ainda antes da A8 chegar a Leiria, o governo de Portugal (liderado por António Guterres) anunciou a intenção de lançar a Concessão IC 36. A concessão duraria 30 anos e a empresa que viesse a ficar com ela, teria que assegurar a construção (e manutenção) do troço de autoestrada entre Leiria (IC2) e Leiria (A1), ou, por outras palavras, entre Leiria Sul e Leiria Nascente. A concessionária teria também que assegurar a duplicação do IC2 entre o nó com a A8 (em Leiria Sul) e o nó com a Circular Oriental de Leiria (em Leiria Norte) e a manutenção da própria Circular Oriental. Uma vez que a Circular Oriental, por sua vez, iria intersectar com a autoestrada Leiria (IC2)–Leiria (A1) em Pousos, na prática Leiria passaria a ser servida por uma circular, sempre com perfil de autoestrada ou de via rápida com 2+2 vias. A autoestrada Leiria (IC2)–Leiria (A1) teria portagens, enquanto que as restantes rodovias seriam gratuitas.
O concurso público para esta concessão foi aberto em inícios de 2001 e quatro empresas entregaram as suas propostas. Na altura, estava previsto que autoestrada Leiria (IC2)–Leiria (A1) não seria parte da A8, mas seria sim uma autoestrada independente, com a numeração A19. Essa numeração também foi adotada numa proposta que o Instituto das Estradas de Portugal elaborou (em 2002) para atribuir numeração "A" a todos os troços de autoestrada construídos ou planeados.
A A8 chegou a Leiria em março de 2002. Tecnicamente, a A8 ficou concluída, pois estava planeado que o troço Leiria (IC2)–Leiria (A1) seria a A19, mas o facto é que — independentemente das nomenclaturas — a ligação em autoestrada entre Lisboa e Leiria (A1) ficou a terminar provisoriamente num nó com o IC2. Após vários meses sem grandes evoluções no concurso da Concessão IC36, em junho de 2003, o governo acabou por decidir não continuar com o processo. O governo (de Durão Barroso) justificou que quando a Concessão IC36 fora lançada, os estudos financeiros previam que as portagens na A19 seriam suficientes para financiar uma "parte significativa" do resto da concessão, mas mais tarde verificou-se que não seria assim. Além disso, em meados de 2003 as propostas já tinham legalmente caducado (pois caducam ao fim de 18 meses), o que iria dificultar eventuais negociações entre o Estado e os concorrentes escolhidos.

#### Subconcessão Litoral Oeste
Em 2007, o governo de Portugal (que na altura era liderado por José Sócrates) anunciou a intenção de lançar várias parcerias público-privadas no setor das estradas. Uma delas foi a subconcessão Litoral Oeste, que foi criada no âmbito da concessão geral Rede Rodoviária Nacional (que estava concessionada à empresa pública Estradas de Portugal). A construção (e manutenção) da autoestrada Leiria (IC2)–Leiria (A1) ficou incluída nesta subconconcessão de 30 anos. A subconcessão Litoral Oeste também incluía o alargamento do IC2 (agora apenas entre o nó com a A8, em Leiria Sul, e o nó com a N109, em Leiria Norte) e a construção da Variante da Batalha (IC2), entre outras obras. Tal como na concessão IC36, a autoestrada Leiria (IC2)–Leiria (A1) teria portagens. No entanto, ao contrário do que estava previsto no Plano Rodoviário Nacional, o governo decidiu construir a Variante da Batalha com formato de autoestrada com portagens (até então estava previsto que seria uma via rápida com 1 faixa de rodagem integrada no IC2). A decisão de alterar o perfil e o regime de utilização da Variante gerou críticas na região, mas o governo reafirmou a decisão. Em todo o caso, uma vez que iria ser construída uma nova autoestrada na região de Leiria, decidiu-se que a autoestrada Leiria (IC2)–Leiria (A1) deveria ser integrada na A8 e que a numeração A19 deveria ser atribuída à nova autoestrada que nasceria pela construção da Variante da Batalha e pela duplicação do IC2 entre Leiria Sul e Leiria Norte. 
No total, a subconcessão Litoral Oeste englobava 109 km de estradas e autoestradas, dos quais 85 km seriam construídos pela concessionária e 24 km já estavam em funcionamento. A subconcessão Litoral Oeste incluía dois troços de autoestrada com portagem: o troço Leiria (IC2)–Leiria (A1) da A8 (a "A19 original") e a Variante da Batalha (integrada na A19). No que toca os troços sem portagem ficaram incluídos na subconcessão o troço Leiria Sul (A8)–Leiria Norte (N109) da A19 e vias sem perfil de autoestrada como o IC9 (Nazaré–Tomar) e a variante da Nazaré (N242). Foi noticiado que a construção dessas estradas representava um investimento de 260 milhões de euros. A Presidente da Câmara Municipal de Leiria, Isabel Damasceno, pediu ao governo que não fossem cobradas portagens para o tráfego local no troço Leiria (IC2)–Leiria (A1) da A8, pois esse troço iria funcionar como uma variante à cidade de Leiria. O Ministro das Obras Públicas Mário Lino disse que ia estudar a questão. No entanto, nenhuma isenção acabou por ser incluída no contrato de concessão.
O concurso público internacional para escolher a empresa concessionária foi aberto em 24 de março de 2008 e em inícios de 2009 foi anunciado que o vencedor tinha sido o consórcio AELO — Auto-estradas do Litoral Oeste. O contrato de concessão foi assinado a 26 de fevereiro de 2009. Na altura, estava previsto que a A8 estaria concluída até fevereiro de 2012.

#### Construção e abertura
Os 6 km do troço Leiria (IC2)–Leiria (A1) da A8 abriram ao trânsito a 16 de novembro de 2011, concluindo assim a construção da Autoestrada do Oeste, 27 anos depois da abertura do primeiro troço. Ao contrário do resto da A8, neste troço as portagens eram exclusivamente eletrónicas: foram instalados dois pórticos de portagem eletrónica que cobravam entre €0,50 (classe 1) e €1,30 (classe 4) para percorrer todo o troço. Devido a problemas informáticos, nas primeiras semanas nem todos os condutores conseguiram pagar as taxas de portagem e só por volta de 21 de dezembro é que a situação foi regularizada.

## Capacidade

### Perfil
| Troço                            | Perfil | Extensão |
| -------------------------------- | ------ | -------- |
| A 36 (CRIL) – Malveira           |        | 18 km    |
| Malveira – Caldas da Rainha      |        | 66 km    |
| Caldas da Rainha – A 17          |        | 42 km    |
| A 17 – Leiria (sul)              |        | 5 km     |
| Leiria (sul) – Leiria (nascente) |        | 6 km     |

### Tráfego[67]
| Troço                                   | Tráfego médio mensal, setembro de 2016 |
| --------------------------------------- | -------------------------------------- |
| CRIL (A36) – Frielas                    | 55.313                                 |
| Frielas – Loures                        | 86.403                                 |
| Loures – CREL (A9)                      | 49.388                                 |
| CREL – Lousa                            | 54.224                                 |
| Lousa – A21                             | 49.684                                 |
| A21 – Enxara                            | 27.289                                 |
| Enxara – Torres Vedras Sul              | 26.368                                 |
| Torres Vedras Sul – Torres Vedras Norte | 21.358                                 |
| Torres Vedras Norte – Ramalhal          | 23.267                                 |
| Ramalhal – Campelos                     | 17.265                                 |
| Campelos – Bombarral                    | 16.817                                 |
| Bombarral – Delgada                     | 19.881                                 |
| Delgada – São Mamede                    | 22.312                                 |
| São Mamede – IP6                        | 23.333                                 |
| IP6 – Óbidos                            | 28.476                                 |
| Óbidos – Arnóia (A15)                   | 29.225                                 |
| Arnóia (A15) – Gaeiras                  | 28.105                                 |
| Gaeiras – Caldas da Rainha              | 25.708                                 |
| Caldas da Rainha – Zona Industrial      | 21.968                                 |
| Zona Industrial – Tornada               | 17.958                                 |
| Tornada – Alfeizerão                    | 12.607                                 |
| Alfeizerão – Valado dos Frades          | 12.351                                 |
| Valado dos Frades – Pataias             | 11.797                                 |
| Pataias – Marinha Grande Sul            | 11.750                                 |
| Marinha Grande Sul – A17                | 12.329                                 |
| A17 – Marinha Grande Este               | 7.728                                  |
| Marinha Grande Este – Leiria Sul (A19)  | 7.070                                  |
| Leiria Sul (A19) – Cortes               | 4.398                                  |
| Cortes – Pousos (EN113)                 | 4.096                                  |

## Saídas

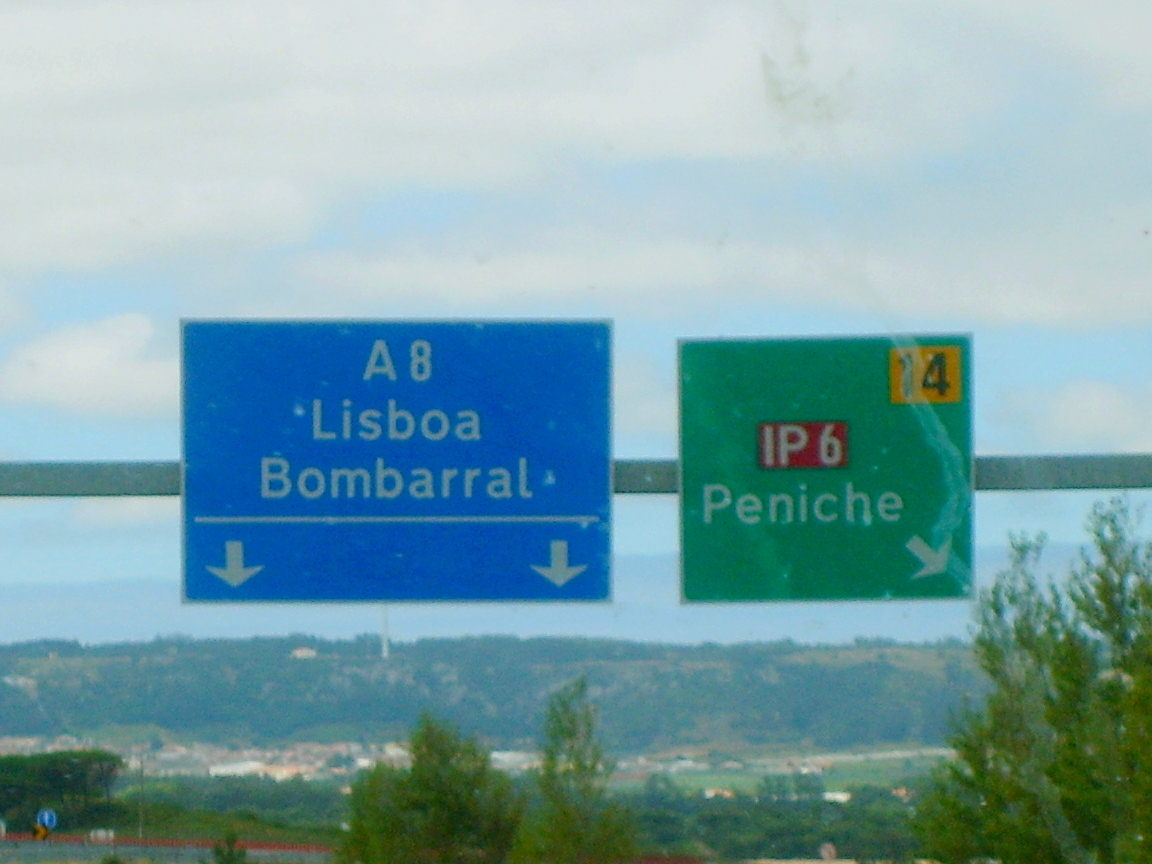
Nó com o IP 6, próximo de Óbidos.

### Lisboa – Leiria
| Número da Saída                                     | km    | Nome da Saída                                                           | Estrada que liga     |
| --------------------------------------------------- | ----- | ----------------------------------------------------------------------- | -------------------- |
|                                                     | 0     | Lisboa                                                                  | Calçada de Carriche  |
| 1                                                   | 2-4   | Odivelas / Olival Basto Sacavém / Algés                                 | N 8 A 36 (IC17-CRIL) |
| 2                                                   | 4     | Frielas Santo António dos Cavaleiros                                    | N 8 N 250            |
| 3                                                   | 7     | Loures Bucelas                                                          | N 115                |
| Praça de Portagem de Loures (km 8)                  |       |                                                                         |                      |
| 3A                                                  | 9     | Alverca Cascais                                                         | A 9 (CREL)           |
| 4                                                   | 16    | Lousa Montachique                                                       | N 374-2              |
| 5                                                   | 19    | Ericeira Mafra Malveira Venda do Pinheiro                               | A 21                 |
| 6                                                   | 27    | Enxara dos Cavaleiros Enxara do Bispo Sobral de Monte Agraço Pero Negro | N 9-2                |
| 7                                                   | 36    | Torres Vedras (Sul)                                                     | N 8                  |
| 8                                                   | 42    | Torres Vedras (Centro) Alenquer Cadaval                                 | N 115-2 N 9          |
| 9                                                   | 44    | Ramalhal Vimeiro Lourinhã                                               | N 8 N 8-2            |
| 10                                                  | 54    | Campelos Outeiro da Cabeça Cadaval Lourinhã                             | N 361-1              |
| Praça de Portagem do Bombarral (km 57)              |       |                                                                         |                      |
| 11                                                  | 62    | Bombarral Lourinhã Cadaval                                              | N 361                |
| 12                                                  | 65    | Bombarral Norte Carvalhal Paul Delgada                                  | N 8                  |
| 13                                                  | 71    | São Mamede A-da-Gorda Pó                                                | N 8                  |
| 14                                                  | 71    | Peniche                                                                 | IP 6                 |
| 15                                                  | 74    | Óbidos                                                                  | N 8                  |
| 16                                                  | 76    | Rio Maior Santarém                                                      | A 15                 |
| 17                                                  | 77    | Gaeiras Caldas da Rainha (Sul)                                          | N 8                  |
| 18                                                  | 81    | Caldas da Rainha Foz do Arelho                                          | N 360                |
| 19                                                  | 83    | Caldas da Rainha (Zona Industrial)                                      |                      |
| 20                                                  | 86-87 | Tornada                                                                 | N 8                  |
| Praça de Portagem de Tornada (km 86-87)             |       |                                                                         |                      |
| 21                                                  | 93    | Alfeizerão São Martinho do Porto                                        | N 242                |
| 22                                                  | 106   | Valado dos Frades Nazaré Alcobaça                                       | N 8-5 IC 9           |
| 23                                                  | 113   | Pataias                                                                 | N 242-4              |
| 24                                                  | 123   | Marinha Grande (Sul)                                                    | N 242                |
| 24A                                                 | 127   | Figueira da Foz Aveiro                                                  | A 17                 |
| 25                                                  | 127   | Marinha Grande (Este)                                                   | N 242                |
| Praça de Portagem de Leiria                         |       |                                                                         |                      |
| 26                                                  | 132   | Leiria (Sul) Batalha                                                    | A 19                 |
| Pórtico de Portagem sublanço Leiria-Cortes - € 0,25 |       |                                                                         |                      |
| 27                                                  | 135   | Cortes Leiria                                                           | N356-2               |
| Pórtico de Portagem sublanço Cortes-Pousos - € 0,30 |       |                                                                         |                      |
| 28                                                  | 138   | Pousos Leiria (este) / Ourém                                            | N 113                |
|                                                     | 138   | Leiria (Norte) -------- Coimbra Santarém                                | COL / A 8-1 A 1      |

 Nota: O preço das portagens indicado na tabela corresponde à tarifa paga por um veículo pertencente à classe 1.

## Áreas de serviço
- Área de Serviço de Loures (km 14)
- Área de Serviço de Torres Vedras (km 49)
- Área de Serviço de Óbidos (km 79)
- Área de Serviço da Nazaré (km 110)

## Projectos de execução
1. Relatório do Projecto de Execução (RECAPE) da A 8 / IC 36 - Leiria Sul / Leiria Nascente: [ligação inativa]